# ダラダー・マーリガーワ寺院
ダラダー・マーリガーワ寺院（シンハラ語: ශ්‍රී දළදා මාළිගාව; Sri Dalada Maligawa）または佛歯寺（英語: Temple of the Tooth）は、仏教聖地であるスリランカ中部州キャンディ に位置する寺。釈迦（仏陀）の犬歯（仏歯）が納められている。

## 詳細
『大涅槃経』(Mahaparinibbana Sutta) によれば、仏陀（釈迦）の死後、歯は遺骨と同様にインド各地に分割された。
年代記の『チューラワンサ』（小史。第37章）の記載によれば、スリランカにはスリー・メーガワンナ王（301－328）の治世第9年にカリンガ国（東インドのオリッサ）からブラーマンの女性が右の犬歯を持ってきたとされ、アヌラーダプラのダンマチャッカ（法輪堂）におさめられて祀られ、王権の権威を保証する証となったという。当時の様相は法顕の『仏国記』に描かれている。これ以後、王都が移動するたびごとに仏歯も移動して、現在はキャンディの仏歯寺に納められている。仏歯は仏陀の聖遺物の仏舎利として崇拝されると共に、強い力を持つものとして神のように祀られた。スリランカにある仏歯は『中国密教』の偉人である『金剛智』が訪れたことでも知られる。
『ダータワンサ』（Dathavamsa,12世紀）によれば、左の糸切り歯がカリンガの王女、ヘーママーラによってもたらされたと記されている。スリランカでは仏歯が王権の正統性の証しとされ、当初はアヌラーダプラ、次はポロンナルワと、王都が移動するとともに仏歯も移動し、「仏歯の安置所」で祀られてきた。現在は最後のウダ・ラタ王国の旧王都のキャンディに安置されている。原語のマーリガーワとは宮殿の意味で、仏教寺院（ウィハーラ）というよりも仏歯を神のように考えて祀る神殿の雰囲気である。ただし、運営はキャンディの仏教寺院であるマルワッタとアスギリヤが協力して行っている。毎年、シンハラ暦のエサラ月（新暦7－8月）には満月の日を最終日で頂点とする３週間にわたるキャンディ・エサラ・ペラヘラ祭が開催される。行列（ペラヘラ）が主体の祭で、七日ずつ、デーワーレ・ペラヘラ、クンバル・ペラヘラ、ランドーリ・ペラヘラに分かれて、巡行の範囲が次第に広がっていく。クンバル・ペラヘラ以降は、仏歯（ダラダー）を載せた象を先頭にして、旧王国を守護する神々（ナータ、ヴィシュヌ、カタラガマ、パッティニ）のご神体（ランアーユダ、剣）をのせた象が、キャンディの市内を行列して巡行する。かつての王国の権威を再現して象徴的な支配秩序を再確認するだけでなく、佛歯は雨をもたらすとされ、新たな農耕期の始まりにあたっての豊作祈願という農耕儀礼の様相を持つ。ただし、仏歯が行列の先頭にたつようになったのは、1775年以後のことであり、ペラヘラに仏教的意味を与えようとする国王の意図を以って導入された。1948年以後は、シンハラ人の仏教徒の祭りという意識が高まってきている。在家総代のディヤワダナ・ニラメは、名誉ある職とされ、有力政治家が担当してきた。
1988年、仏歯寺と旧王都はユネスコの世界遺産に「聖地キャンディ」として登録された。